# Düssel
Die Düssel ist ein rund vierzig Kilometer langer rechter Nebenfluss des Rheins in Nordrhein-Westfalen. Sie entspringt in Wülfrath-Blomtrath an der Stadtgrenze zu Velbert-Neviges im Kreis Mettmann. Nach einem Verlauf durch die Städte Wülfrath, Wuppertal, Mettmann, Haan und Erkrath mündet sie im Stadtgebiet von Düsseldorf vierarmig in den Rhein. Die Düssel ist die Namensgeberin für den Wülfrather Ortsteil Düssel und das dortige Haus Düssel, die Stadt Düsseldorf und deren Ortsteil Düsseltal.

## Etymologie
Der Name Düssel geht wahrscheinlich auf das germanische thusila zurück und bedeutet „brausen, rauschen, tosen“, althochdeutsch doson. Um 1065 wird der Bach als Tussale (die Brausende, Rauschende, Tosende) bezeichnet.

## Der Lauf der Düssel

### Naturräumliche Gliederung des Verlaufs
Die Düssel durchquert laut dem Handbuch der naturräumlichen Gliederung Deutschlands in ihrem Lauf mehrere Naturräumliche Einheiten. Der Quellbereich liegt im Düsselhügelland (3371.18), der Oberlauf berührt kurz das Dornaper Kalkgebiet (3371.16) und der Mittellauf mit dem Neandertal durchquert die Mettmanner Lößterrassen (3371.00). Es schließt sich bei Alt-Erkrath ein kurzer Abschnitt durch den Naturraum Düsseltalmündung (550.13) an. Das Mündungsdelta befindet sich in der Düsseldorf-Duisburger Rheinebene (575.30).

### Verlauf bis Düsseldorf

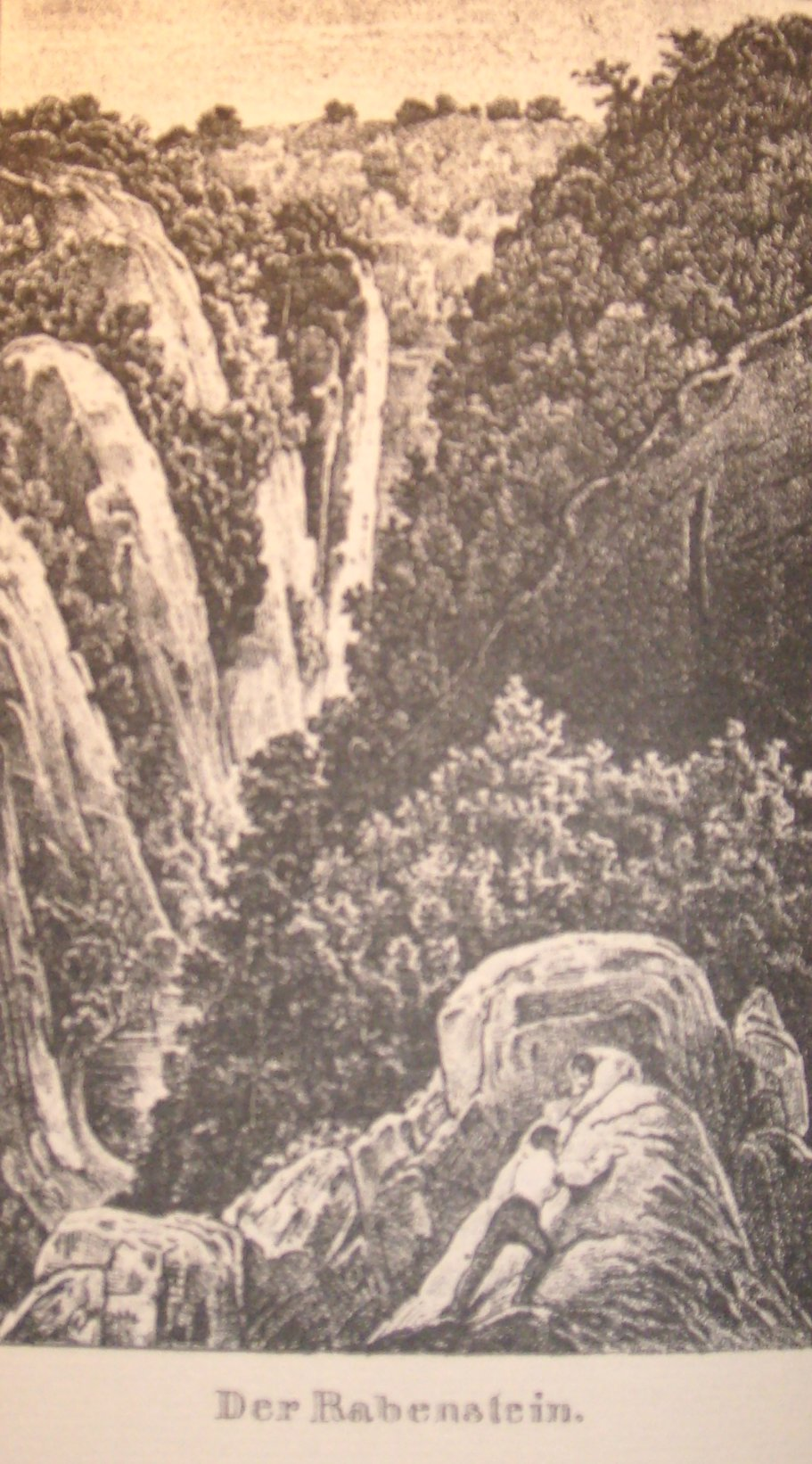
Düsselschlucht im Neandertal 1835

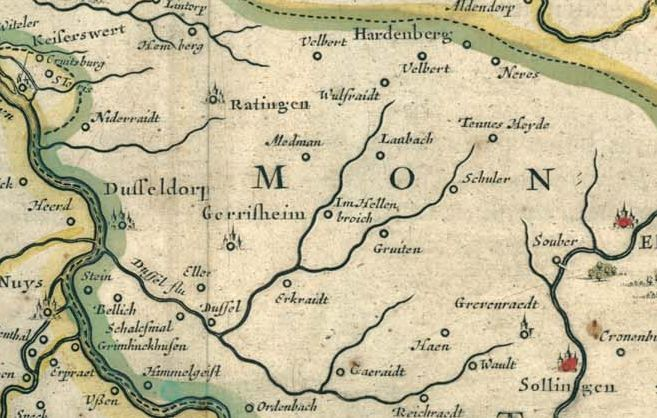
Düssel mit Zu- und Nebenläufen auf einer Karte von 1645. Die Hauptdüssel beginnt rechts oben bei Tennes Heyde (W.Blaeu / J.Blaeu – Atlas Maior: Iuliacensis et Montensis Ducatus – Ausschnitt)

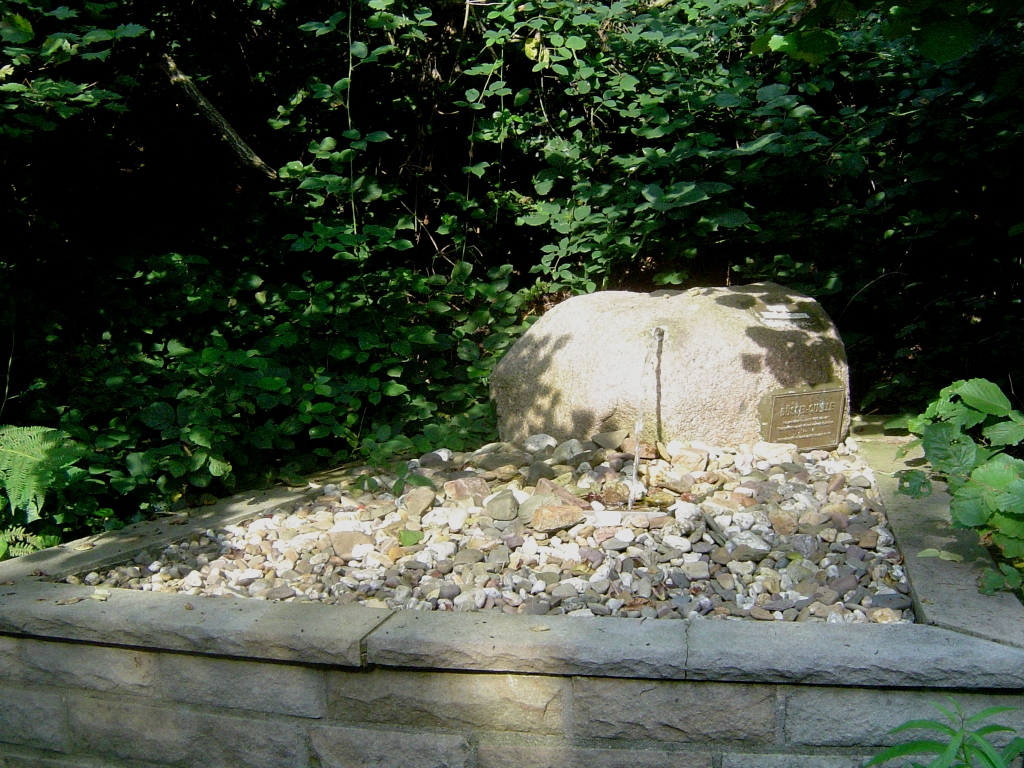
Düsselquelle in Wülfrath 2006

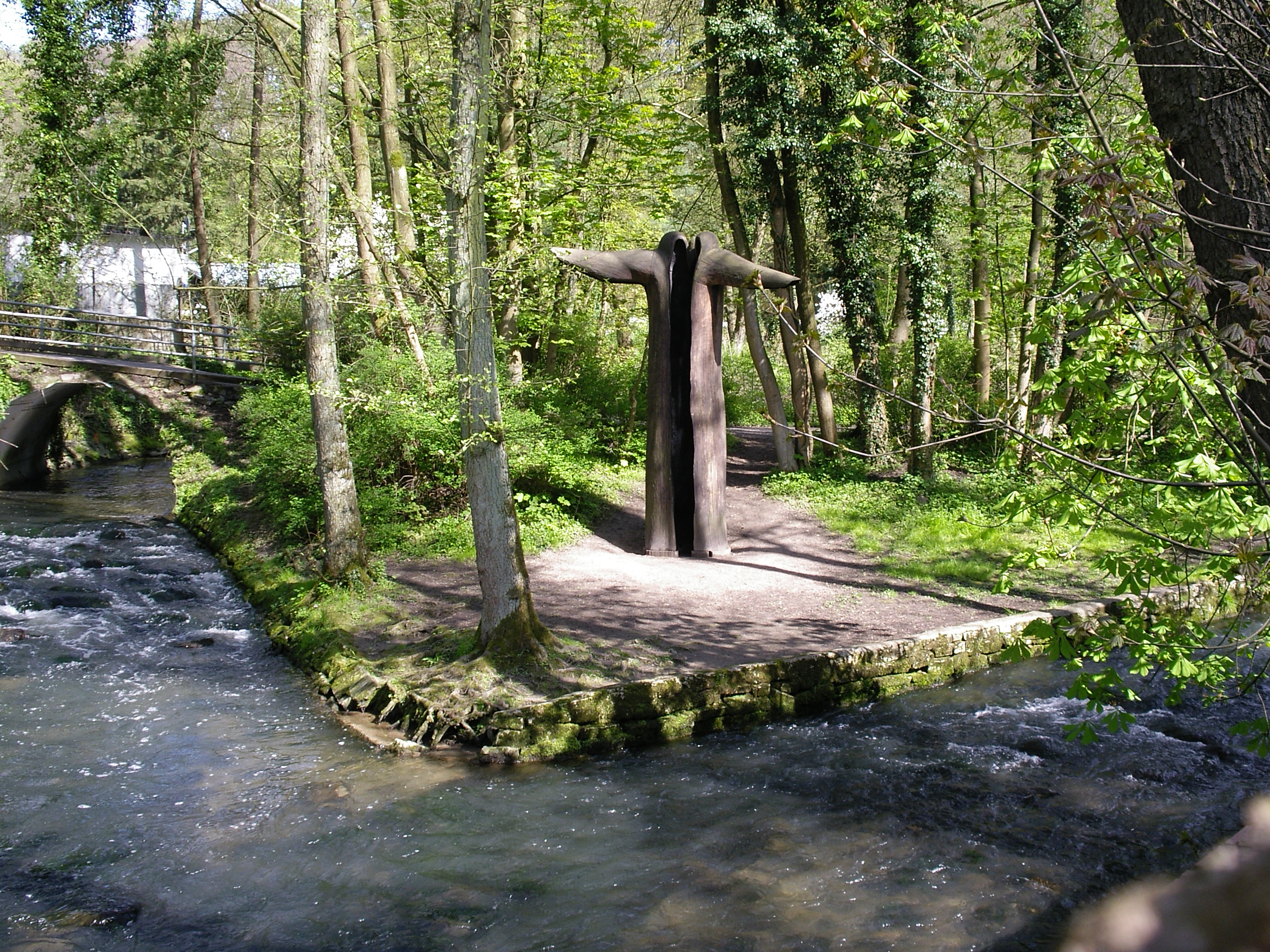
Zusammenfluss von Mettmanner Bach und Düssel am Kunstwerk Woher-Wohin

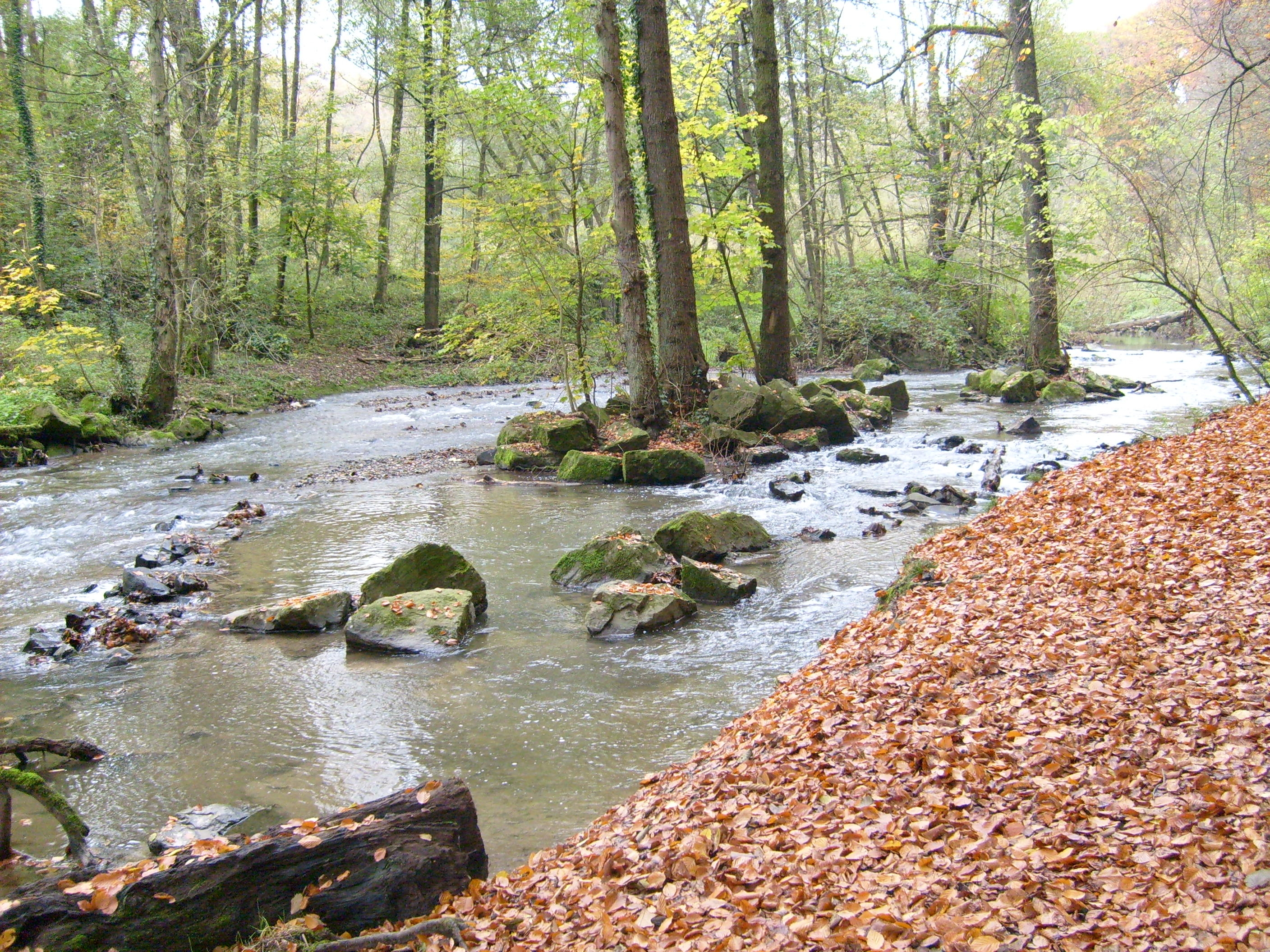
Düssel im Neandertal

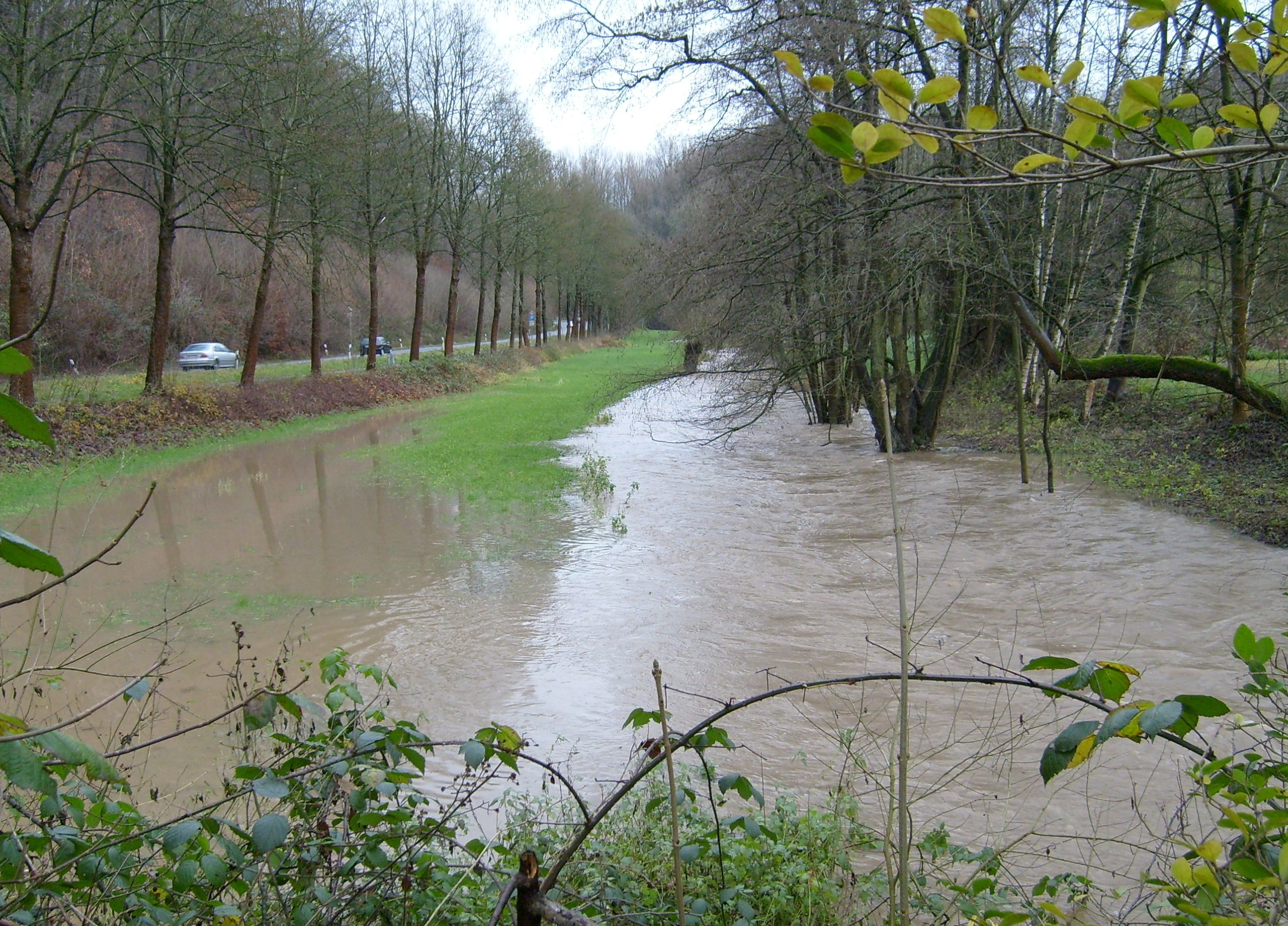
Neandertal bei Hochwasser

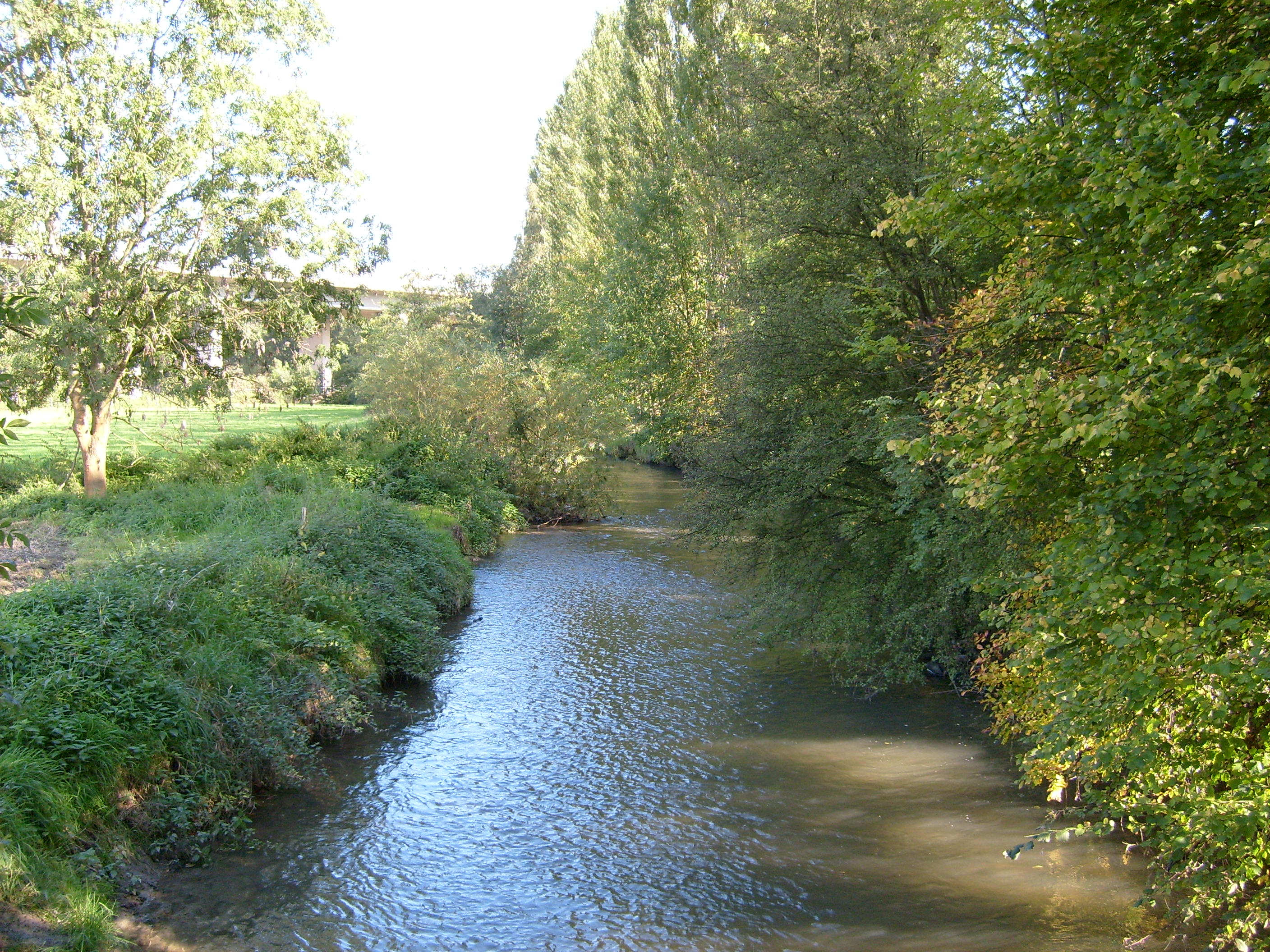
Düssel in Erkrath bei Normalpegel

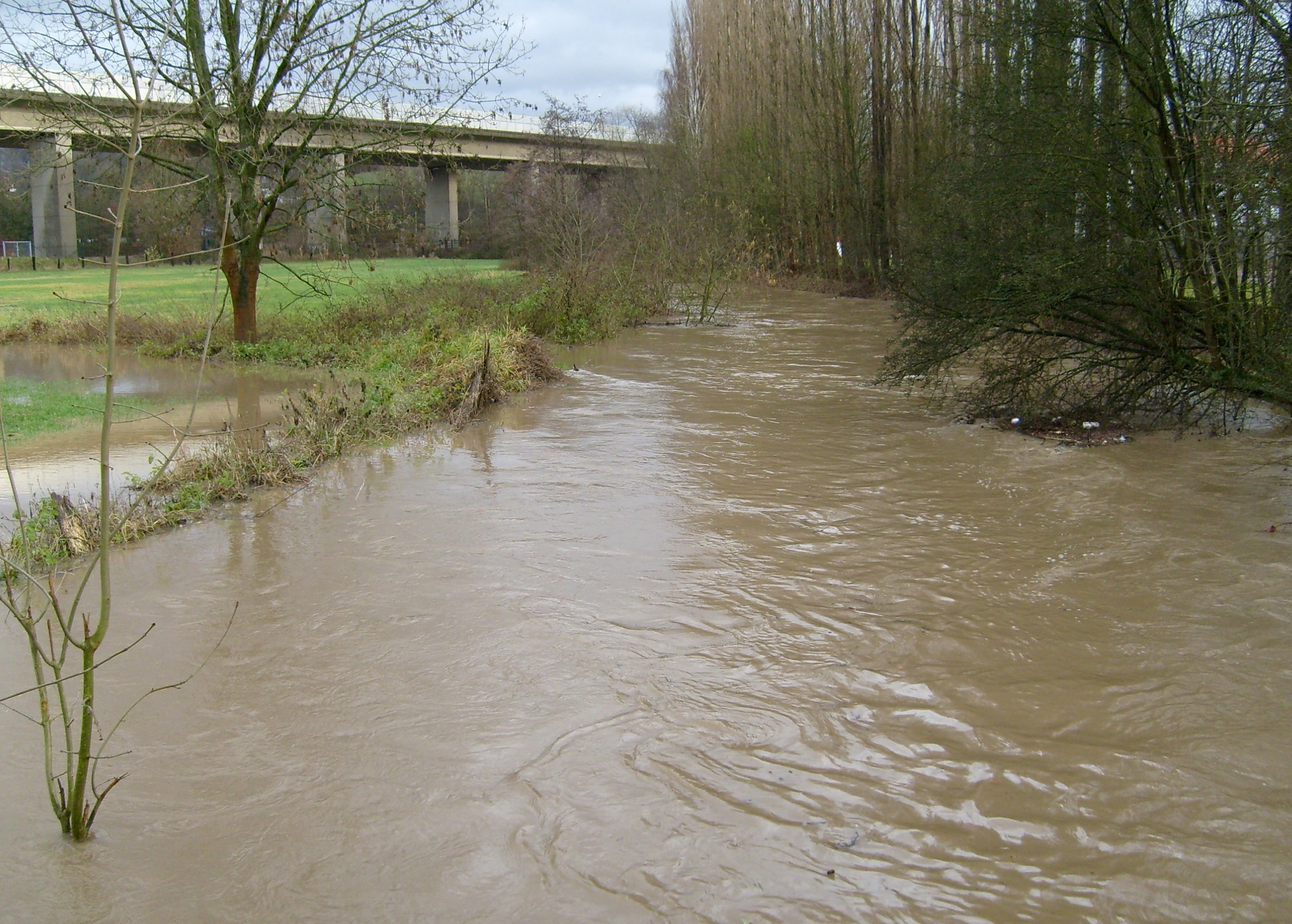
Düssel in Erkrath bei Hochwasser

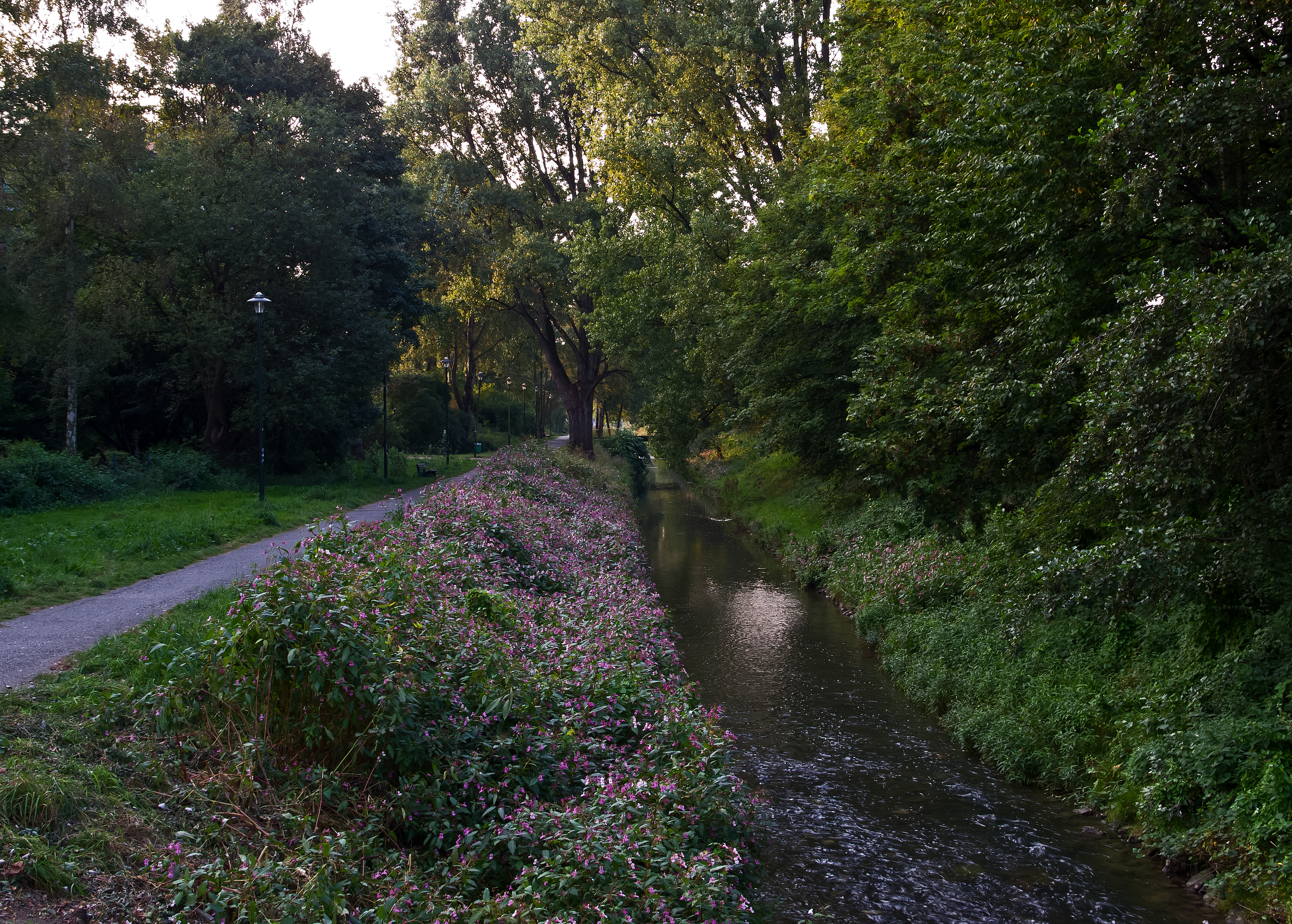
Nördliche Düssel in Gerresheim

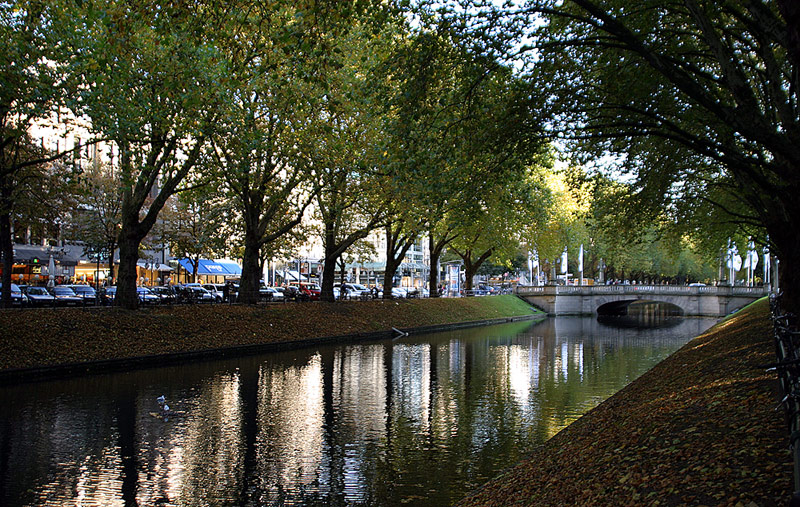
Den Stadtgraben in der Königsallee speist Düsselwasser

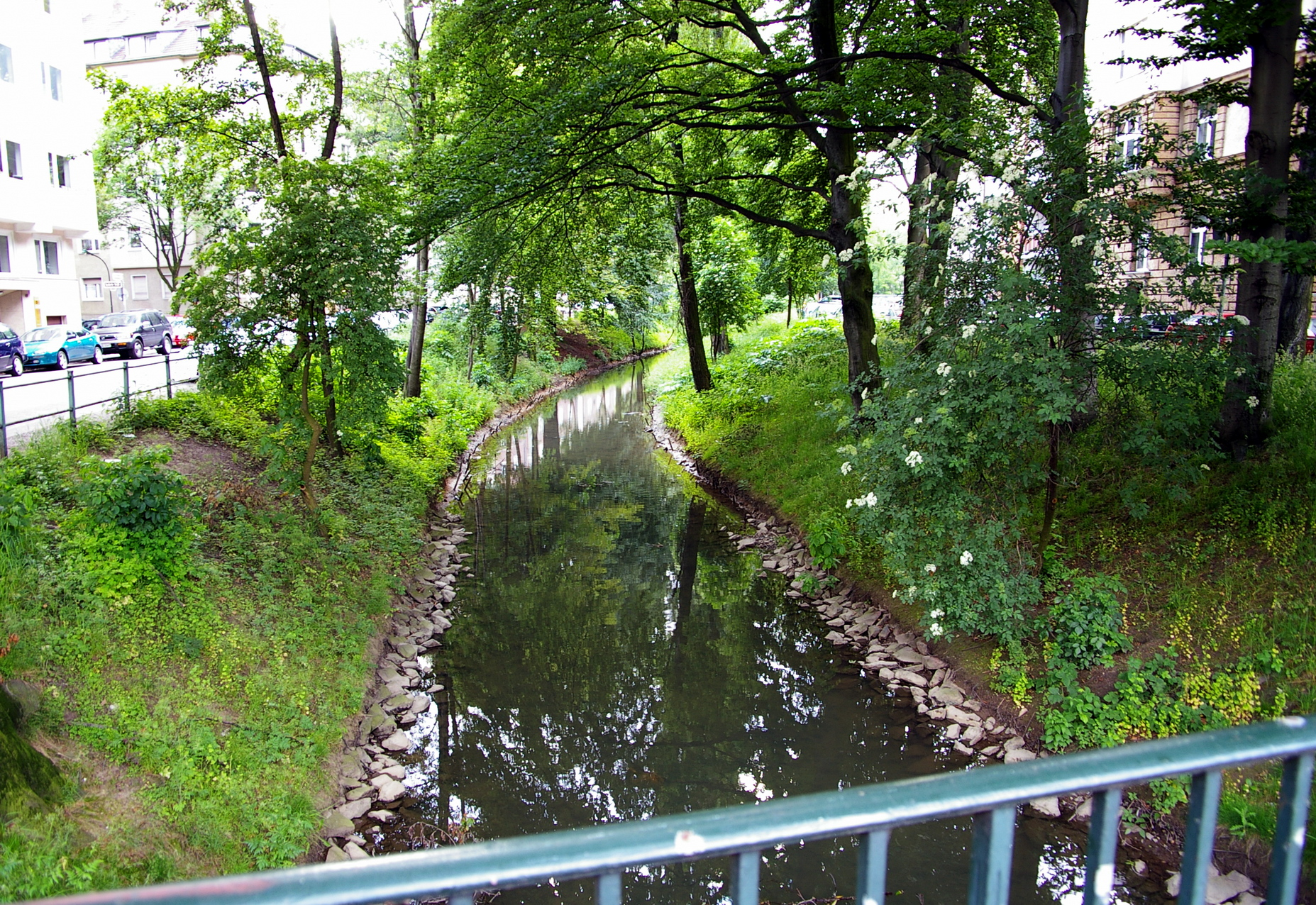
Kühlwetterstraße hinter dem Eisstadion an der Brehmstraße

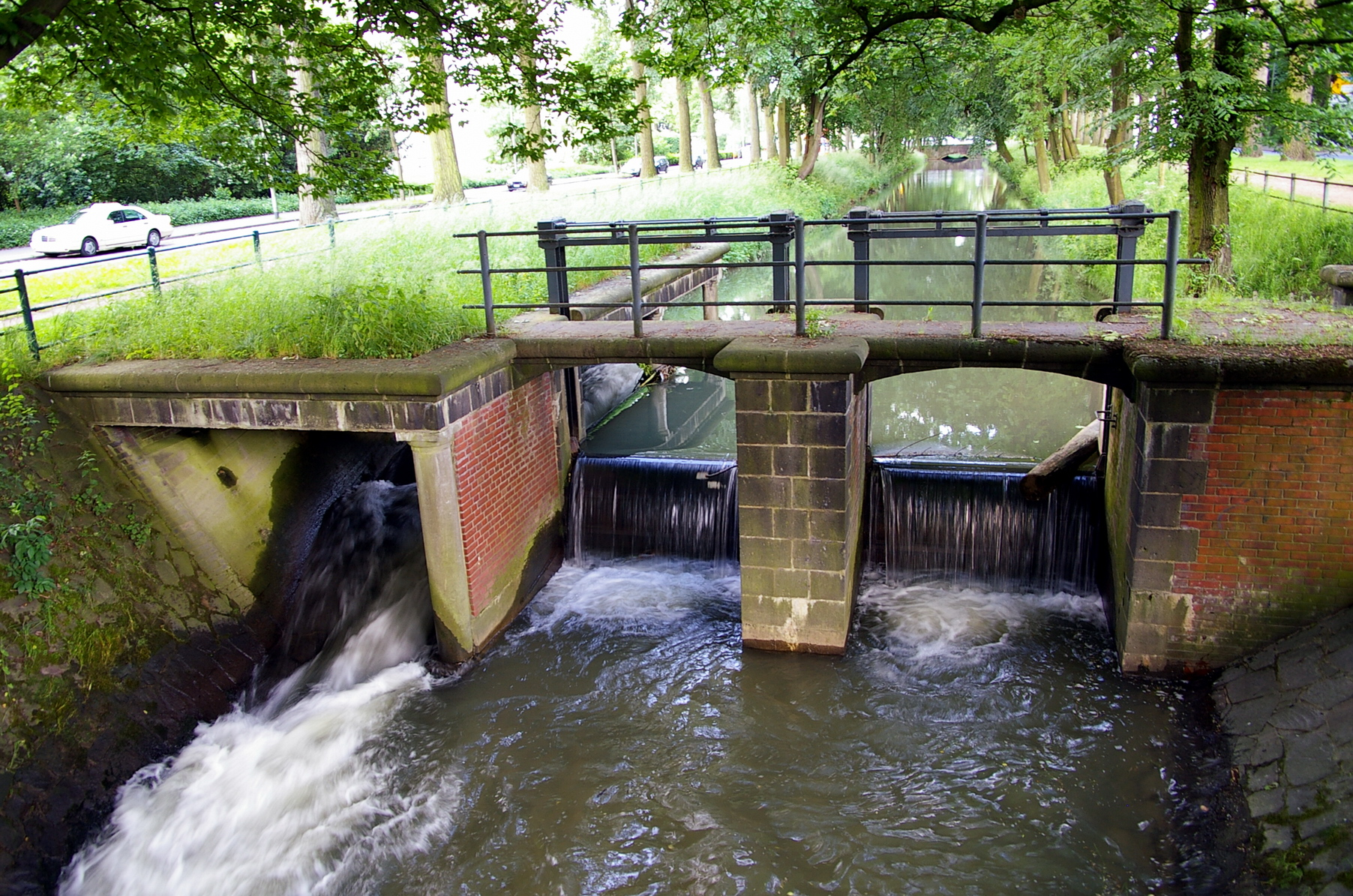
Staustufe des Kittelbachs in der Heinrichstraße

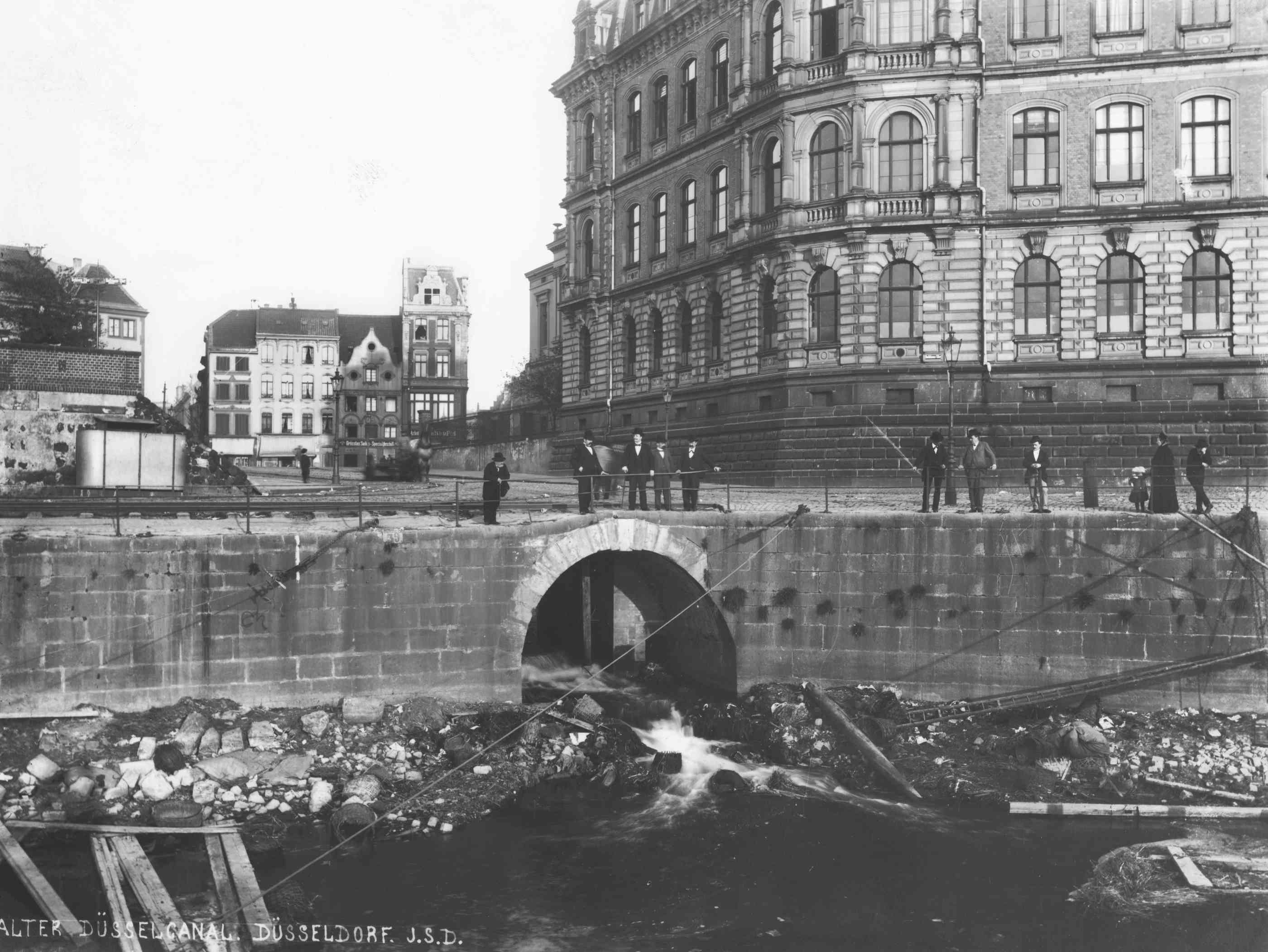
Historische Rheinmündung der Nördlichen Düssel am Burgplatz, Foto Julius Söhn, 1897

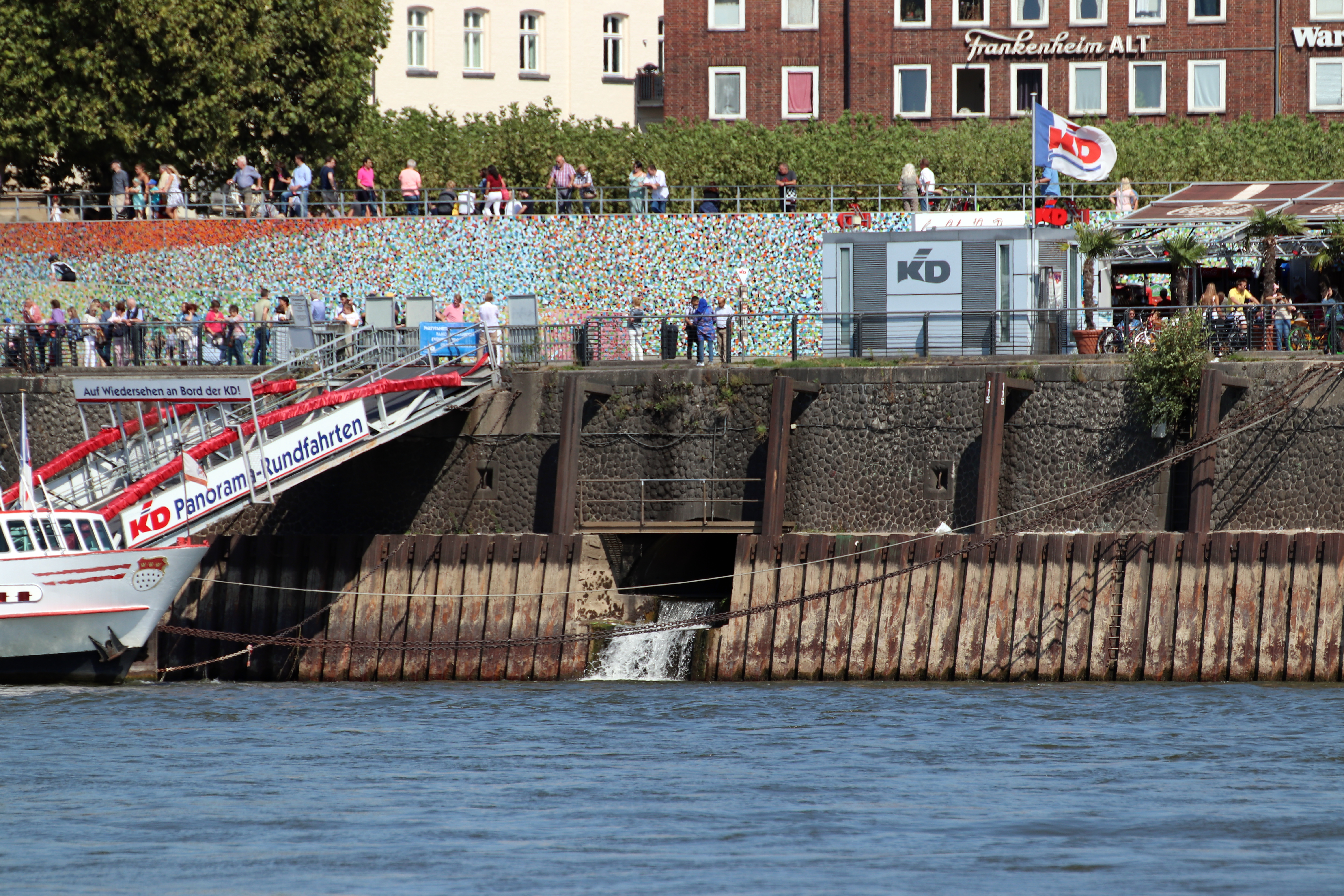
Heutige Mündung der Nördlichen Düssel am Burgplatz, nur 250 m nach …

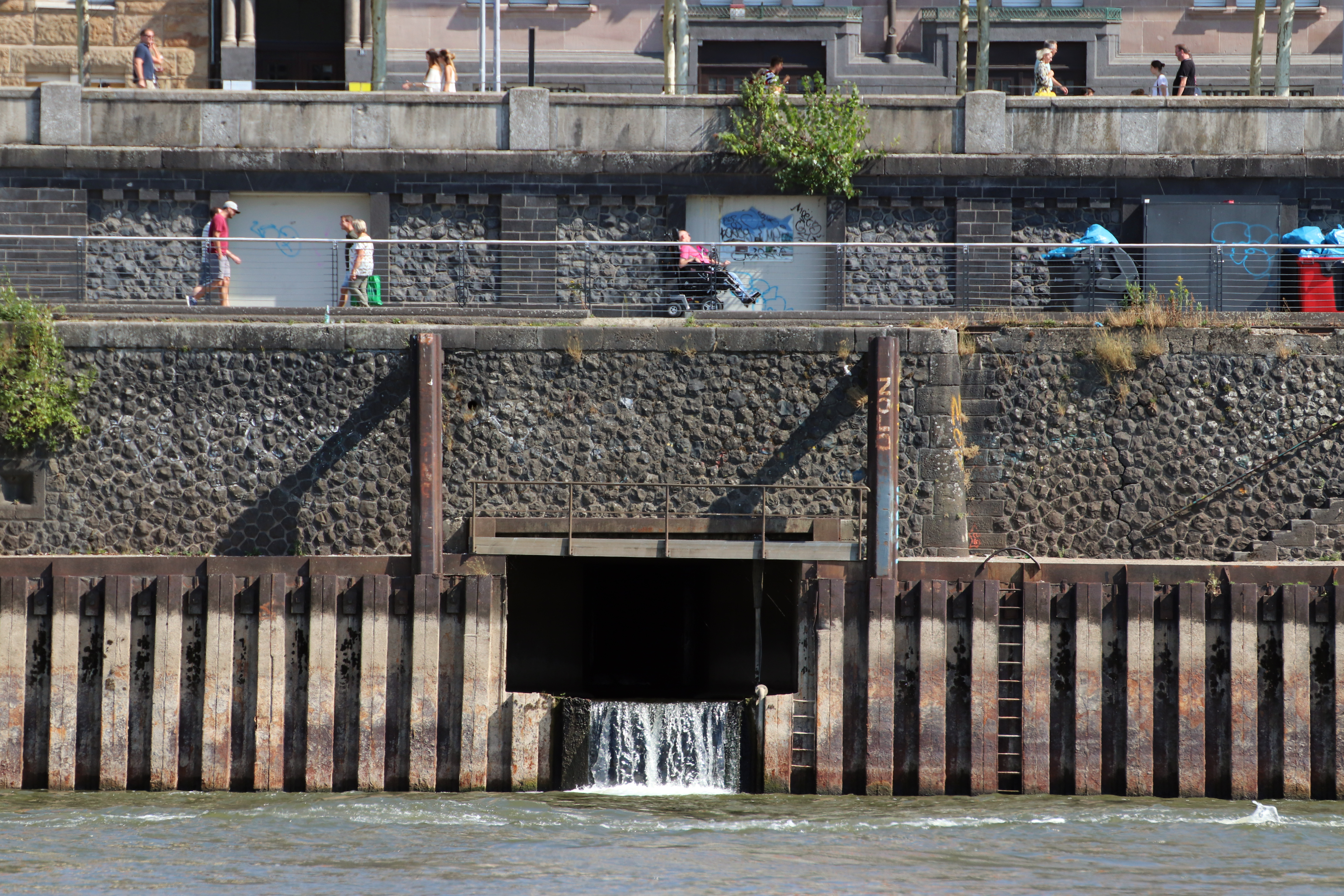
… der der Südlichen Düssel, beide unterhalb der Rheinuferpromenade

Die Düssel bildet sich aus vier bis acht Quellgewässern. Die höchstgelegene der Quellen, die der eigentlichen Düssel, befindet sich in Wülfrath bei Gut Blomtrath an der Stadtgrenze zu Neviges. Von hier durchfließt die Düssel die Wülfrather Ortsteile Schlupkothen, Aprath und Düssel, am ehemaligen Schloss Aprath und der Aprather Mühle vorbei, bevor sie in Hahnenfurth und Schöller Wuppertaler Gebiet passiert und ihren Lauf auf dem Gebiet der Stadt Haan fortsetzt. Hier vereint sie sich im Ortskern von Gruiten-Dorf mit der Kleinen Düssel, einem Zufluss, der 4,3 km lang ist und östlich in der Gemarkung Bolthausen im Wuppertaler Stadtteil Vohwinkel entspringt.
Westlich von Gruiten fließt sie durch das Naturschutzgebiet Neandertal und markiert dort die Stadtgrenze zwischen Erkrath und Mettmann. Dort hat sich der Fluss tief in den Untergrund aus devonischen Tonschiefern und Riffkalksteinen eingeschnitten und bildet so ein teilweise enges Tal, das in der ersten Hälfte des 20. Jahrhunderts zwischen Gruiten und Braken nur durch die Trassen einer werkseigenen Kleinbahn für den Kalksteinabbau erschlossen war (heute Wegetrassen). Die schluchtartige Enge der Flasche ist mit dem Kalksteinabbau verschwunden. Die zweite Enge am 1672 erwähnten und 1986 restaurierten und zwischen den Höfen Thunis und Bracken befindlichen Kalkofen Huppertsbracken ist noch erhalten. Zahlreiche Mühlengebäude wie die Winkelsmühle liegen in diesem Talabschnitt. Teilweise sind Anlagen zur Wiesenbewässerung erhalten (Flößgräben).
Als größter Nebenbach fließt der Düssel, aus einem weiträumigeren Tal kommend, der Mettmanner Bach zu. An dieser Stelle, einer kleinen Talweitung, querte die mittelalterliche Kölnische Straße (Strata coloniensis) das Tal. Danach verengte es sich abrupt zu einer für den nordwestdeutschen Raum außergewöhnlichen Schlucht, Gesteins oder Hundsklipp genannt.
Diese Schlucht wurde ab etwa 1800 nach dem bekannten, in Düsseldorf lebenden Pastor, Komponisten und Kirchenmusiker Joachim Neander Neandershöhle und ab etwa 1850 Neanderthal genannt. In der ersten Hälfte des 19. Jahrhunderts war das Tal ein beliebtes Ziel für die Maler der Düsseldorfer Schule, die hier ihre Studien an Felsformationen und Pflanzen betrieben. 1837 regte das Neanderthal den Maler Eduard Steinbrück zum allegorischen Bild Die Nymphe der Düssel an, das Prinz Carl von Preußen ihm abkaufte. Durch den Kalksteinabbau ab 1849 ist die Enge des früheren Neandertals, die die Maler zu romantischen Motiven angeregt hatte, verschwunden und ein weiträumiges Tal entstanden.
An der Einmündung des Mettmanner Baches befinden sich der Kunstweg MenschenSpuren und das 1996 eingeweihte Neanderthal Museum. Etwas weiter dem Düssellauf folgend befindet sich an der pittoresken Felsnase Rabenstein die Fundstelle des berühmten Fossils Neandertal 1, das für den Neandertaler namensgebend war, einen Urzeitmenschen des Pleistozäns. Die Fundstelle konnte 1997 wiederentdeckt werden und wurde vor einigen Jahren der Öffentlichkeit zugänglich gemacht. Etwas weiter im Herzen von Erkrath gibt es seit 2018 den Skulpturenweg an der Düssel. Derzeit befinden sich am Düsselufer zwischen Bachstraße und Toni-Turek-Stadion (Neanderlandsteig) Kunstobjekte von Mitgliedern der Künstlervereinigung Neanderartgroup und befreundeten Künstlerkollegen. Alle Objekte haben einen direkten Bezug zum Neanderthal oder zur Düssel.
Aus dem Neandertal kommend durchfließt die Düssel die Stadt Erkrath, wo sie unter anderem zwischen den 1950er und 1970er Jahren wegen der Ausbreitung der Wohngebiete, dem Straßenbau und Neubauten wie der Stadthalle an einigen Stellen in ein neues Flussbett verlegt wurde. Hier münden der Hubbelrather Bach, in den kurz vorher der Stinderbach mündete, und der Rotthäuser Bach in die Düssel. Hinter dem Ortsausgang schlängelt sie sich an Haus Morp vorbei durch die überwiegend landwirtschaftlich genutzte Fläche zwischen Erkrath und Düsseldorf-Gerresheim; dies ist der letzte noch naturbelassene Abschnitt des Flusses.

### Binnendelta in Düsseldorf

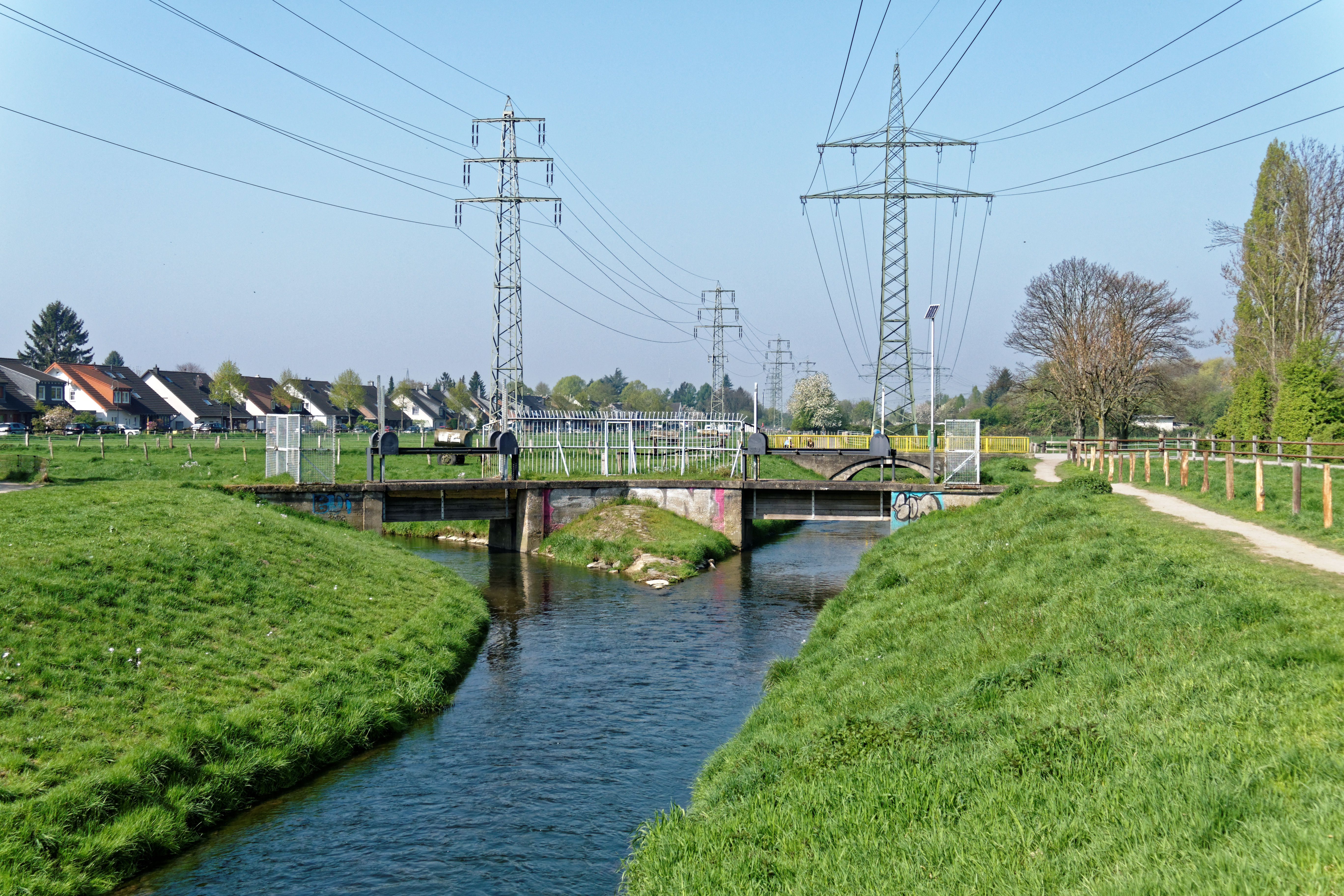
Teilung in die Südliche (links) und Nördliche Düssel in Gerresheim, jeweils reguliert durch Schieber

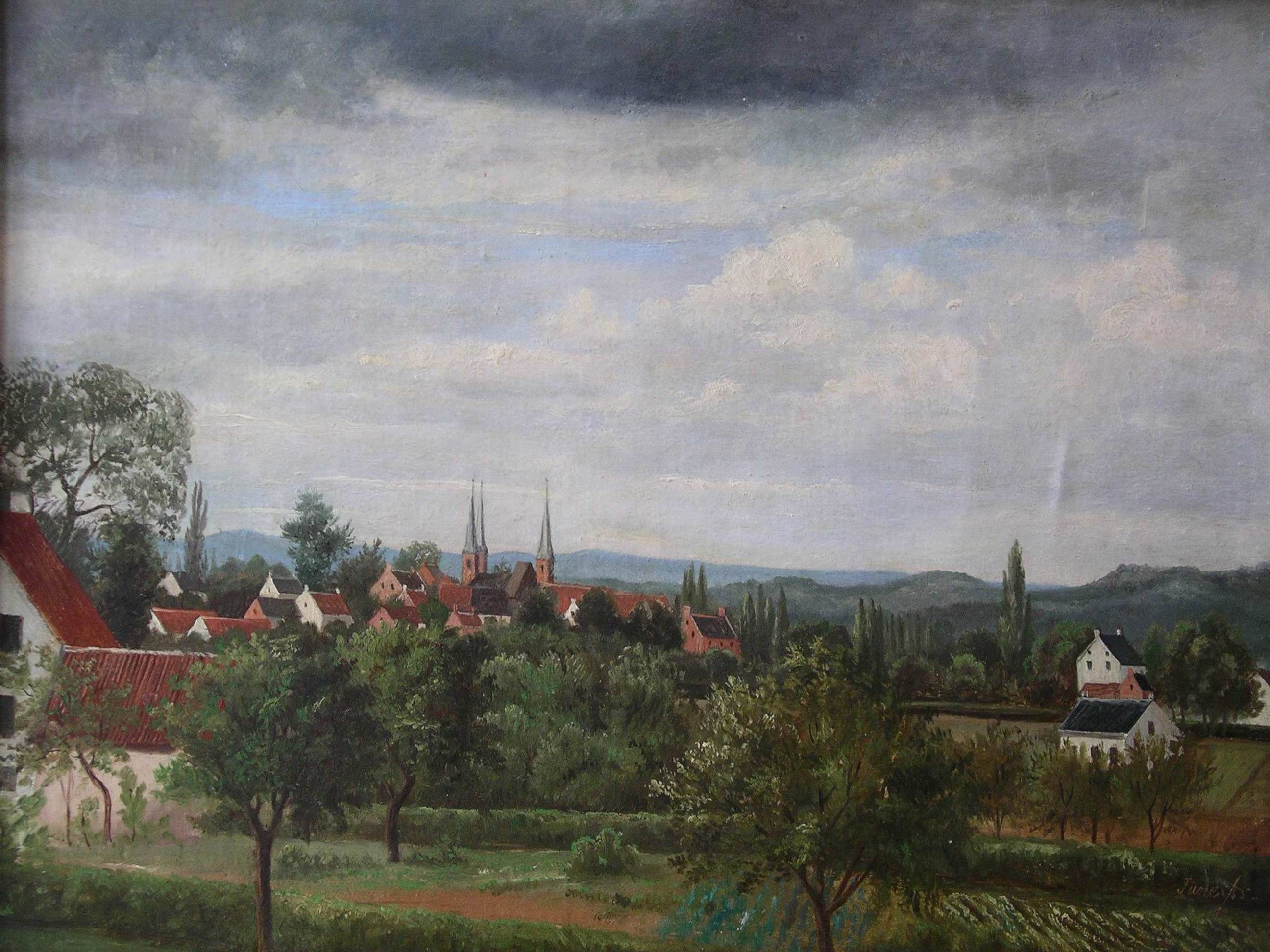
Derendorf bei Düsseldorf, 1855, Gemälde von Henry Lewis, am rechten Bildrand die Nördliche Düssel

Für Düsseldorf ist die Düssel namensgebend. Ein Binnendelta mit vier Armen zum Rhein liegt komplett auf dem Stadtgebiet. Erstmals teilt sich der Fluss am Höherhof in Düsseldorf-Gerresheim in die Südliche Düssel und die mit weniger als 1 % der Wasserführung wesentlich kleinere Nördliche Düssel. Beide Bachläufe werden zunächst von je einem Nebenbach bedeutend verstärkt und teilen sich später erneut. Die Nördliche Düssel teilt sich in die zentrumsnäher verlaufende Innere Nördliche Düssel und den Kittelbach; die Südliche Düssel teilt sich in die zentrumsnähere Innere Südliche Düssel und den Brückerbach, der die Hauptwassermenge führt. Die nur wenig voneinander entfernten unterirdischen Mündungen der beiden in der Düsseldorfer Altstadt verlaufenden Inneren Arme sind wegen des Rheinufertunnels verrohrt, wogegen die beiden abzweigenden Bäche offen in den Rhein münden. Durch Spaltwerke an den drei Scheiden kann der Abfluss geregelt werden. Bei Hochwasser des Rheins wird so der Zufluss zu den inneren Armen gedrosselt, so dass deren kritischere Mündungen in der Innenstadt entlastet werden.
Kurz vor ihrer Mündung in den Rhein werden die Innere Südliche und Nördliche Düssel durch den Stadtgraben auf der Königsallee verbunden. Seit 2018 ist die Anbindung an die Nördliche Düssel freigelegt. Die Südliche Düssel ist hingegen weiterhin über eine kurze Verrohrung verbunden. Grabungen im Jahre 2012 bestätigten die Vermutung, dass eine ähnlich verlaufende Verbindung historisch als Verteidigungslinie schon einmal bestand. Zusammen mit dem Rhein bilden die vier Gewässer damals wie heute ein Viereck um die ehemalige Kernstadt Düsseldorf.
Ehemals nahm die Südliche Düssel an ihrem Beginn einen deutlich anderen Verlauf, der noch bis 1963 in Form eines Seitenarmes des neu gegrabenen, heutigen Flussbettes existierte. Die verrohrten Abschnitte in der Innenstadt werden seit der Jahrtausendwende vermehrt zwecks freundlicherer Landschaftsgestaltung naturnah freigelegt. Fast alle Wasserarchitekturen der Stadt, mit Ausnahme des Benrather Schlosses (Itter) und Kalkumer Schlosses (Schwarzbach), werden vom Düsselwasser gespeist.

#### Nördliche Düssel
Nach der Teilung der Düssel am Höherhof in Gerresheim unterquert die hier noch sehr wenig Wasser führende Nördliche Düssel die Eisenbahngleise von Düsseldorf nach Wuppertal und das Gelände der ehemaligen Glashütte. Nördlich der Straße Nach den Mauresköthen fließt ihr von rechts der Pillebach zu, der ihre mittlere Wasserführung um mehr als das 15-fache vergrößert und damit den Hauptstrang der Nördlichen Düssel bildet. Diese fließt nun oberirdisch aber schnurgerade und kanalisiert an Kleingärten vorbei nach Nordwesten, bis sie die Dreherstraße kreuzt. Hiernach fließt sie am Ostpark entlang, quert die Grafenberger Allee und die Simrockstraße, dahinter auch die Graf-Recke-Straße und verläuft weiter in Richtung Norden. Am Spaltwerk Heinrichstraße, das sich an deren Beginn befindet, wird im Mittel die Hälfte des Wassers in den Kittelbach abgezweigt, der weiter nach Norden verläuft, während die Innere Nördliche Düssel ihren Weg nach Westen in Richtung Zoopark im Stadtteil Düsseltal findet. Durch diesen Park, wo sich früher der Düsseldorfer Zoo befand, fließt sie hindurch und ist eine der wenigen Stellen im Düsseldorfer Stadtgebiet, wo die Düssel relativ naturbelassen durch eine Grünanlage fließen darf. Hinter dem Zoopark durchquert sie das Gelände des Eisstadions an der Brehmstraße zwischen dem Hauptstadion und der neuerbauten Trainingshalle, unterfließt die Brehmstraße und verläuft dann oberirdisch an der Kühlwetterstraße entlang unter der Grunerstraße hindurch zur Buscher Mühle. Hiernach kreuzt sie die Nord-Süd-Bahntrasse, an der Yorckstraße wurde die nördliche Düssel in einem kleinen Park renaturiert (hier ist eine Erweiterung im Zuge der Neuen Stadtquartiere Derendorf im Bau), um dann wieder für mehrere hundert Meter unterirdisch verrohrt quer durch die Stadt zu verlaufen. Hierbei kreuzt sie die Bülowstraße und die Sommersstraße, knickt dann zur Jülicher Straße ab, um dann an der Annastraße wieder kurzzeitig zum Vorschein zu kommen. Danach fließt sie erneut als Tunnel in Richtung Süden an der Eulerstraße entlang, kommt wieder zum Vorschein und fließt an der Prinz-Georg-Straße zunächst als sehr schmaler, kanalisierter Bach zwischen den Straßen entlang, bevor sie abermals unterirdisch verläuft. Nachdem sie die Vagedesstraße gekreuzt hat, tritt sie wieder hervor. Im Malkastenpark, am Jacobihaus und am Malkasten-Haus in Pempelfort bildet sie ein wichtiges landschaftliches Gestaltungselement und speist den „Venusteich“. Als Brunnenskulptur „Düsselnixe“ erwies ihr 1898 dort der Bildhauer Leo Müsch die künstlerische Reverenz. In kanalartiger Strenge flankiert sie dann die Gartenanlagen an der Goltsteinstraße und an der Seufzerallee im Alten Hofgarten, speist dort das Bassin am Ende der Reitallee und fließt in den Neuen Hofgarten, wo sie den Teich an der Landskrone bildet und unter der Goldenen Brücke hindurchfließt. Dort befindet sich seit 2018 der offene Abzweig zum Stadtgraben auf der Königsallee, wo auch der Neptunbrunnen mit Düsselwasser gespeist wird.
Unter der Heinrich-Heine-Allee wird sie wieder zum Tunnel und fließt, für die Altstadtbesucher unsichtbar, an der Kunstsammlung Nordrhein-Westfalen, am Grabbeplatz und am Kom(m)ödchen unter der Mühlenstraße vorbei. An der Josef-Wimmer-Gasse tritt sie dann letztmals wieder hervor und fließt im Bereich der Liefergasse in einem Kanal. Direkt zu Beginn des Burgplatzes fließt sie verrohrt quer und unsichtbar unter dem Platz hindurch, am Schlossturm vorbei, um dann vom Ufer nicht einsehbar und nur wenige hundert Meter vom Einleitungsbereich der Südlichen Düssel entfernt an einer Anlegestelle in den Rhein abgeleitet zu werden. An dieser Stelle verlieh die Düssel schon im Mittelalter dem Dorf an ihrem Ufer den Namen Düsseldorf.

##### Kittelbach
Der Kittelbach ist ein Nebenarm der Nördlichen Düssel, der im Verlauf der Heinrichstraße in Richtung Norden abzweigt. Im Vergleich zur Nördlichen Düssel ist er weniger unterirdisch verrohrt. Er verläuft in Richtung Nordwesten zum Mörsenbroicher Ei, am ARAG-Tower vorbei und dann entlang der Grashofstraße. Hier ist der Bach teilweise vertunnelt und ändert seine Richtung nach Norden. Nachdem der Kittelbach die Nord-Süd-Bahntrasse und ein großes Industriegebiet in Düsseldorf-Derendorf unterflossen hat, kommt er wieder zum Vorschein und fließt durch den Stadtteil Unterrath. Er kreuzt die Straße An der Piwipp und verläuft weiter nahezu geradewegs nach Norden. In Unterrath verläuft der Bach Richtung Nordwesten und kreuzt die Unterrather Straße. Im weiteren Verlauf wurde das Flussbett im Landschaftspark Kittelbach renaturiert, kreuzt die Autobahn A44 und schlängelt sich dann durch einen Parkplatzbereich des Flughafens. Hiernach fließt der Kittelbach wieder unterirdisch verrohrt
quer durch das Gelände des Düsseldorfer Flughafens und seiner Start- und Landebahnen und kommt dahinter wieder zum Vorschein, um nun westlich in Richtung Düsseldorf-Kaiserswerth zu fließen. Dort kreuzt er die Alte Landstraße und die Niederrheinstraße und mündet südlich der Ruine der Kaiserpfalz Kaiserswerth in den Rhein.
Der Kittelbach war Namensgeber für die „Kittelbachpiraten“, einen 1925 gegründeten, „militant rechtsgerichteten Jugendverband“, dessen Mitglieder sich 1933 größtenteils der Hitlerjugend oder der SA anschlossen. Im Zweiten Weltkrieg wurde die Bezeichnung von einer losen Gruppe widerständiger und verfolgter Jugendlicher übernommen, vergleichbar den Edelweißpiraten in Köln. 
Der Name leitet sich vom mittelniederdeutschen Wort kētel mit der Bedeutung „Erdvertiefung“ ab.

#### Südliche Düssel
Nach der Teilung der Düssel am Höherhof in Gerresheim fließt nahezu die gesamte Wassermenge als Südliche Düssel oberirdisch in südlicher Richtung durch Düsseldorf-Vennhausen zunächst parallel zum Reichenbacher Weg. Hierbei kreuzt sie den Sandträgerweg. Anschließend verläuft sie ungefähr parallel zum Neusalzer Weg und Kamper Weg, bis sie die Güterbahnstrecke Duisburg–Köln nördlich des Bahnhofes Eller erreicht. Sie unterquert diese Bahnstrecke und weniger als 100 Meter weiter – inzwischen auf dem Gebiet von Düsseldorf-Eller – auch noch die Gleise der S-Bahn-Linie 1. Nun fließt sie parallel zur Vennhauser Allee, unterquert die Gumbertstraße, in einem sehr spitzen Winkel die Karlsruher Straße und schließlich die Heidelberger Straße. Anschließend verläuft sie zwischen Reiterhof und Schützenplatz zur Unterführung der Bahnstrecke Düsseldorf–Köln etwa 200 Meter südlich des S-Bahn-Haltepunktes Eller Süd. Hinter der Unterführung fließt die Südliche Düssel in südwestlicher Richtung in einem gewissen Abstand parallel zur Straße Am Straußenkreuz bis zu deren Ende. Anschließend am Rand des Friedhofes Eller verlaufend behält sie zunächst ihre Richtung bei. Auf diese Weise erreicht sie die Nähe der Autobahn A 46.
Dort, wo der Eselsbach die Südliche Düssel um rund ein Viertel ihrer Wasserführung verstärkt, macht sie eine Rechtskurve und fließt zunächst auf der nördlichen Seite rund 200 Meter parallel zur Autobahn und Friedhofsgrenze. Vor seiner Einmündung fließt der Eselsbach, als Vereinigung von Sedentaler Bach (Quelle in Millrath), Mahnerter Bach und Hühnerbach (Quellen nördlich von Haan) in Erkrath-Sandheide, am Unterbacher See vorbei, durch den Eller Forst sowie den Schlosspark Eller und vereinigt sich rund 700 Meter vor seiner Mündung mit dem Hoxbach, der in Haan entspringt, die Hildener Heide sowie Hilden-Nord durchfließt und den Menzelsee, den Hasseler Forst, den Stadtteil Hassels parallel zur A 59 und Ikea Reisholz tangiert. Der Bereich der südlichen Düssel ab Zulauf des Eselsbaches bis zum neuen Spaltwerk wurde ab Oktober 1919 reguliert. Zur gleichen Zeit wurden im Bereich des Spaltwerkes und in Höhe der Straße Werstener Feld zwei neue Betonbrücken über die Düssel errichtet.
Seit dem Ausbau der A 46 in den 1970er Jahren unterquert die Südliche Düssel in Höhe der Straße Werstener Feld die Autobahn und fließt anschließend oberirdisch auf der südlichen Seite parallel zur Autobahn weiter. Rund 250 Meter vor der Anschlussstelle Düsseldorf-Wersten, wo sich die Autobahn in einem Tunnel befindet, wird sie in einem Düker unter die Autobahn geführt. Hier zweigt am Spaltwerk Wersten nach links der Brückerbach ab, der rund 90 % der Wasserführung dem Rhein zuleitet und somit gewässerkundlich der Hauptstrom ist.
Auf der nördlichen, rechten Seite fließt die Innere Südliche Düssel wieder offen zunächst entlang der Nixenstraße und dann hinter den östlichen Grundstücken der Kölner Landstraße. Anschließend unterquert sie die Kölner Landstraße an der Abzweigung Harffstraße, fließt durch das östliche Randgebiet des Südparks, an der Mitsubishi Electric Halle vorbei nach Norden und weiter nach Westen entlang dem nördlichen Rand des Volksgartens in unmittelbarer Nähe der Eisenbahnstrecke. Zur Bundesgartenschau 1987, deren Veranstaltungsgelände den Südpark und den Volksgarten umfasste, wurde die Düssel renaturiert und in Höhe der damaligen Philipshalle, heute Mitsubishi Electric Halle, zu einer Teichlandschaft ausgeweitet. Nach Querung der Straße Auf’m Hennekamp fließt sie zunächst parallel zur Feuerbachstraße und dann in Düsseldorf-Bilk zwischen den beiden Fahrtrichtungen der Karolingerstraße, wo sie unter anderem die Merowingerstraße und die Aachener Straße kreuzt und ihren Weg wieder in Richtung Norden fortsetzt.
Den überwiegenden Teil des nun folgenden Flusslaufes verläuft sie verrohrt unterirdisch durch die Innenstadt. Hierbei quert sie die Bilker Allee und fließt unter der Konkordiastraße und dem Fürstenwall hindurch. Dann kommt sie auf dem Schulgelände der Konkordiaschule wieder zum Vorschein und durchfließt offen den Häuserblock zwischen Konkordiastraße und Kronprinzenstraße bis hinter die Reichsstraße (bis 1871 Krautstraße) in Höhe Nr. 15, wo bis 1867 die Kraut-Mühle betrieben wurde. Unterirdisch quert sie die Zufahrt der Rheinkniebrücke, um dann nördlich der Brückenrampe hinter der NRW-Bank wieder in einem renaturierten Abschnitt im Bereich Wasserstraße dem Schwanenspiegel zuzufließen. Diesen durchfließt sie und mündet anschließend nach Unterquerung der Kreuzung Haroldstraße, Kavalleriestraße und Poststraße den Spee’schen Graben. Unterirdisch fließt sie durch Düsseldorf-Carlstadt und dann unter der Schulstraße (wo auch Heinrich Heine zur Schule ging) entlang.
Sie mündet zuerst in den kleinen Binnenhafen am Rathausufer, um dann schließlich verrohrt unter der Rheinuferpromenade geführt zu werden, wo sie, unweit und sehr ähnlich wie die Nördliche Düssel, in den Rhein abgeleitet wird.

##### Brückerbach

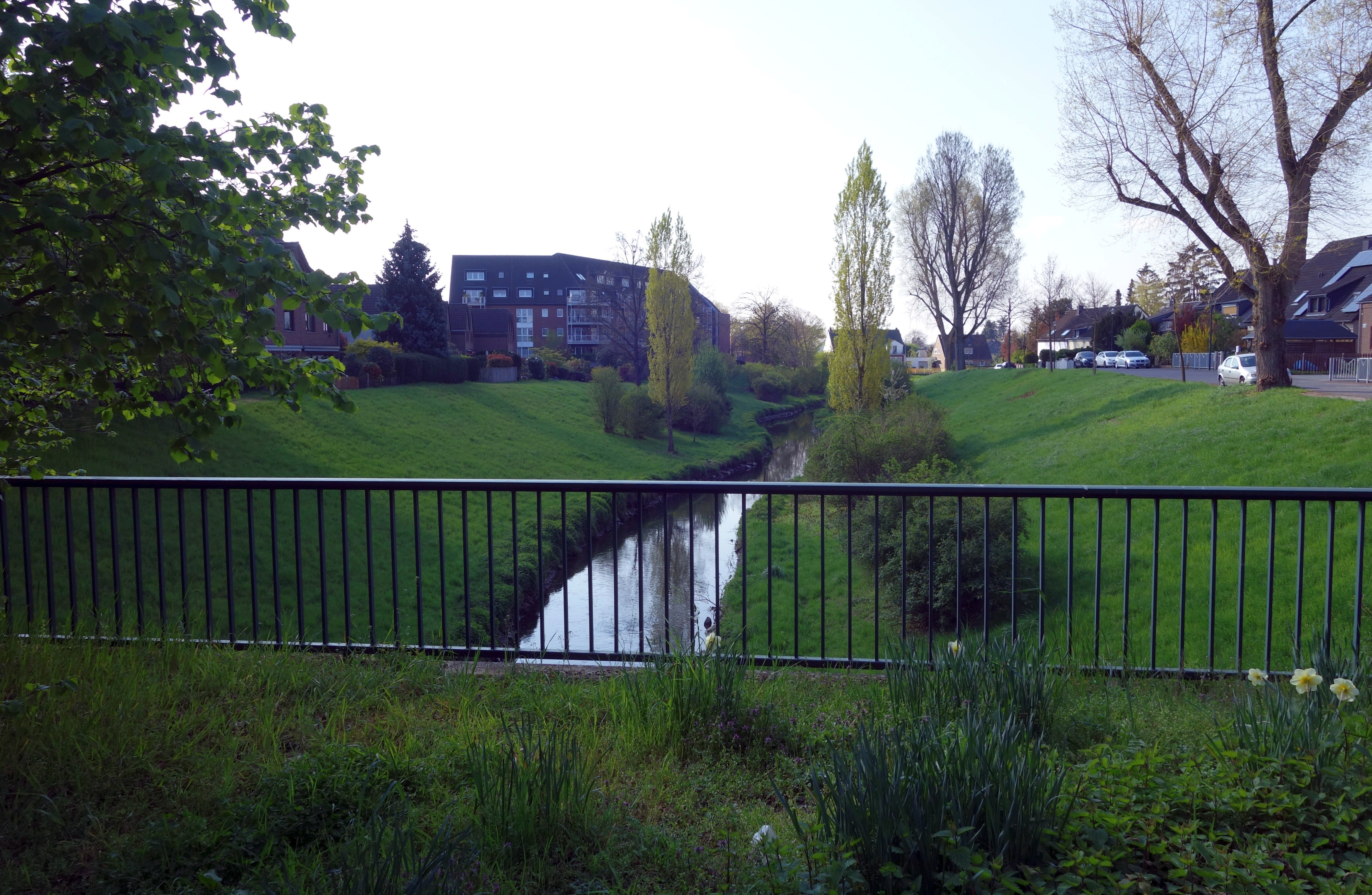
Brückerbach, Düsseldorf, Am Gansbruch

Der Brückerbach ist der Hauptmündungsarm der Südlichen Düssel. Er zweigte bis Anfang des 20. Jahrhunderts weiter nördlich in Höhe der Harffstraße vom südlichen Düsselarm ab und floss in Himmelgeist in den Rhein. Anfang des Jahrhunderts wurde die geplante Kiesgewinnung südwestlich von der historischen Scheidlings Mühle durch den alten Bachverlauf behindert. 1908 wurde deshalb im Bereich des aktuellen Werstener Kreuzes ein Spaltwerk errichtet und dadurch das Bachbett nach Süden verlegt.
Der Brückerbach zweigt vor dem Düker im Bereich des Spaltwerkes ab, fließt durch einen eigenen rund 500 Meter langen Tunnel und kreuzt auf diese Weise sowohl die Kölner Landstraße wie auch die BA 46. Anschließend ist er bis zu seiner Mündung beidseitig eingedeicht, um die Wohngebiete vor Überflutung durch Rheinhochwasser zu schützen. Zwischen 2005 und 2008 wurden nicht nur die Deiche erneuert, sondern auch das Bachbett renaturiert, sein Gefälle reduziert und in diesem Zusammenhang drei Fischtreppen gebaut. Zunächst verläuft der Brückerbach parallel zur Straße Am Gansbruch erst in südlicher dann in westlicher Richtung. Danach wendet er sich wieder nach Süden und bildet die Grenze zwischen den Stadtteilen Wersten und Bilk. Auf der Bilker Seite liegt der Botanische Garten der Heinrich-Heine-Universität. Unmittelbar vor der Unterführung wendet sich der Brückerbach wieder nach Westen. Nachdem er auch die Himmelgeister Straße und die Zufahrt zum Wasserwerk Flehe (ehemals Himmelgeister Landstraße) unterquert hat, fließt er in das für Fußgänger gesperrte Wasserschutzgebiet Fleher Wäldchen, wo er am südlichen Ende mit einem mittleren Abfluss von rund 2,8 m³/s als dominanter Hauptarm der Düssel in den Rhein mündet.

## Naturschutz
Der Düssellauf ist abschnittsweise naturgeschützt. Auf Wuppertaler Stadtgebiet bei Hahnenfurth und Schöller ist eine Fläche von rund 32 Hektar des Fließgewässers mit seinen Ufern als NSG „Düsseltal“ ausgewiesen. Bei der Grube 7 vor Haan-Gruiten-Dorf berührt die Düssel nur am Rand das 60 Hektar große NSG „Grube 7 und ehemaliger Klärteich“ während hinter Gruiten-Dorf das komplette Düsseltal mit seinen umgebenden Höhen und Seitentälern im 223 Hektar großen NSG „Neandertal“ liegt. Es schließen sich ab dem Neanderthal Museum die Naturschutzgebiete NSG „Laubacher Steinbruch“ (6 Hektar) und NSG „Westliches Neandertal“ (32 Hektar) an. Hinter Erkrath fließt die Düssel durch das 146 Hektar große NSG „Düsselaue bei Gödinghoven“.
Die Naturschutzflächen im Düsseltal und dem Neandertal zwischen Haan und Erkrath sind zugleich als Fauna-Flora-Habitat gemäß der Richtlinie 92/43/EWG innerhalb des Verbundnetzes Natura 2000 ausgewiesen.
Die in den 1960er Jahren in Betonsohlschalen gefasste und begradigte Südliche Düssel wird seit Mai 2019 streckenweise naturnah ausgebaut. Der erste von geplant drei Abschnitten, etwa 700 Meter zwischen Spaltwerk Höherhof und dem Sandträgerweg, wurde für rund 2,5 Millionen Euro bis zum Jahr 2020 ausgebaut. Eine Beschilderung erläutert die Renaturierungsmaßnahme. Im Sommer 2023 soll der zweite Bauabschnitt beginnen, der 15 Monate beanspruchen soll.[veraltet]

## Hochwasser
Während der Hochwasserkatastrophe im Juli 2021 trat auch die Düssel über die Ufer und die Bewohner der Ostparksiedlung in Düsseldorf-Gerresheim mussten ihre Häuser verlassen. Oberbürgermeister Stephan Keller sprach von einem „Jahrtausendhochwasser“. Auch in Erkrath musste eine dreistellige Anzahl Personen evakuiert werden. Hier war auch der in die Düssel mündende Eselbach betroffen.

## Anmerkung
1. ↑  Im Bereich „Am Dammsteg“, „Reisholz“, „Elp“ und „Hülsen“ lagen bis etwa Anfang des 20. Jahrhunderts noch einige kleine Bäche, die nach der Anlegung der Bahn- und Autobahntrassen mit deren zugehörigen Entwässerungen nicht mehr vorhanden sind. Die etwas südöstlich vom Ende der Werstener Dorfstraße liegende Oerschbachstraße ist ein Hinweis auf einen dieser Bäche und zwar den „Oerschbach“. Dieser mündete in den Eselsbach, und zwar dort, wo aktuell der Mündungsbereich des Hoxbaches liegt, während dieser ursprünglich weiter nordöstlich verlief. Noch bis in die 1970er Jahre wurde von den älteren Bewohnern Am Dammsteg der aktuelle Bachbereich des Hoxbaches ab der Unterführung vom Damm der Autobahn bis zur Einmündung in den Eselsbach Oerschbach genannt. Nachweis für die Lage der ehemaligen Bäche: „Reymann’s topographische Special-Karten, 1806–1908, Karte Nr. 122 (Düsseldorf)“.
2. ↑  Bis zu Beginn des 19. Jahrhunderts wurde der Brückerbach auch „Ikt-Bach“ genannt. Im Abzweigbereich von der Düssel und Ikt-Bach lag als Überführung für die damalige Provinzialstraße (aktuell: Kölner Landstraße), die „Käß-Brücke“. Ab den 1830er Jahren war für den Bach in amtlichen Dokumenten die Bezeichnung Brückerbach üblich. Nachweis: Für Ikt-Bach: C. H. A. Mindel. In: Wegweiser Düsseldorf's oder Grundlage zu.... 1817, Düsseldorf, S. [10]. Für Brückerbach: Amtsblätter des Regierungsbezirkes Düsseldorf.